# Provincia de Luxemburgo
Luxemburgo (en francés, Luxembourg; en alemán y neerlandés, Luxemburg; en luxemburgués, Lëtzebuerg; en valón, Lussimbork), también llamada Luxemburgo belga, es una de las cinco provincias de la región de Valonia y una de las diez provincias de Bélgica. Su capital es Arlon, que se encuentra en el sureste de la provincia.
No debe confundirse con el Gran Ducado de Luxemburgo.

## Historia
Históricamente, el Gran Ducado y la provincia belga actual formaban una única entidad, pero después de la independencia de Bélgica, que tuvo lugar el 14 de octubre de 1831, las grandes potencias europeas decidieron partir a Luxemburgo en dos: la parte occidental que vuelve de nuevo a Bélgica y la parte oriental pasa a manos de Guillermo I de los Países Bajos, que algunos años después se convertirá en una nación independiente. Las fronteras definitivas se fijaron en el Tratado de Londres firmado por Bélgica, los Países Bajos y las cinco grandes potencias europeas de la época (el Reino Unido, Austria, Francia, Prusia y Rusia) el 19 de abril de 1839.

## Geografía
La provincia de Luxemburgo ocupa una superficie de 4441 km², lo que hace de ella la provincia belga más extensa. Limita al noroeste con la provincia de Namur, al noreste con la provincia de Lieja, al este por el Gran Ducado de Luxemburgo (distritos de Diekirch y Luxemburgo) y al sur por los departamentos franceses Meurthe y Mosela, Mosa y Ardenas.
Las principales regiones naturales en la provincia son la Lorena belga en el sur, y Ardenas en el centro y norte de la provincia.
El punto más meridional de la provincia (y también de Bélgica) está en el poblado Torgny (coordenadas: 49°30.45′N 5°28.5′E / 49.50750, 5.4750) del municipio Rouvroy.
El punto más alto es Baraque de Fraiture (652 m) en el municipio Vielsalm (coordenadas: 50°17′10″N 5°55′05″E / 50.28611, 5.91806).

### Ríos
Los principales ríos en la provincia son:
- Semois, afluente del río Mosa y fluye de este a oeste por el sur de la provincia;
- Sûre (francés) o Sauer (alemán, luxemburgués), afluente del río Mosela;
- Lesse y Ourthe, afluentes del Mosa.

## División administrativa
Administrativamente, la provincia se divide en 5 arrondissements (distritos) y 44 communes (municipios).
| Distrito                            | Capital           | Municipios | Población (2018) | Superficie (km²) | Densidad (hab./km²) |
| ----------------------------------- | ----------------- | ---------- | ---------------- | ---------------- | ------------------- |
| Arrondissement de Arlon             | Arlon             | 5          | 62 202           | 317,28           | 196                 |
| Arrondissement de Bastoña           | Bastoña           | 8          | 48 183           | 1043,00          | 46,2                |
| Arrondissement de Marche-en-Famenne | Marche-en-Famenne | 9          | 56 143           | 953,69           | 58,9                |
| Arrondissement de Neufchâteau       | Neufchâteau       | 12         | 63 041           | 1354,57          | 46,5                |
| Arrondissement de Virton            | Virton            | 10         | 53 658           | 771,19           | 69,6                |
| Total                               |                   | 44         | 283 227          | 4441,00          | 63,8                |

### Municipios
El siguiente mapa muestra los municipios de la provincia de Luxemburgo (los nombres aparecen en la siguiente tabla):

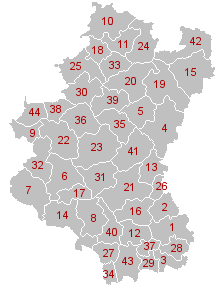

| Arlon | Bastoña | Marche-en-Famenne |
| --- | --- | --- |
| - Arlon (1) - Attert (2) - Aubange (3) - Martelange (26) - Messancy (28) | - Bastoña (4) - Bertogne (5) - Fauvillers (13) - Gouvy (15) - Houffalize (19) - Sainte-Ode (35) - Vaux-sur-Sûre (41) - Vielsalm (42)                              | - Durbuy (10) - Érezée (11) - Hotton (18) - La Roche-en-Ardenne (20) - Manhay (24) - Marche-en-Famenne (25) - Nassogne (30) - Rendeux (33) - Tenneville (39) |
| Neufchâteau | Virton | |
| - Bertrix (6) - Bouillon (7) - Daverdisse (9) - Herbeumont (17) - Léglise (21) - Libin (22) - Libramont-Chevigny (23) - Neufchâteau (31) - Paliseul (32) - Saint-Hubert (36) - Tellin (38) - Wellin (44) | - Chiny (8) - Étalle (12) - Florenville (14) - Habay (16) - Meix-devant-Virton (27) - Musson (29) - Rouvroy (34) - Saint-Léger (37) - Tintigny (40) - Virton (43) | |

## Población
La provincia de Luxemburgo tiene, para el 1 de enero del 2018, una población de 283,227 habitantes, y es la provincia belga con menos habitantes. Su densidad de población es de 63,8.
La mayoría de los residentes en la provincia hablan francés, pero hay una pequeña minoría que habla luxemburgués, en Arelerland, cerca de la frontera con el Gran Ducado de Luxemburgo.
Los principales municipios, con una población mayor de 10 000 habitantes al 1 de enero del 2018, son:
1. Arlon (29 733)
2. Marche-en-Famenne (17 455)
3. Aubange (16 927)
4. Bastoña (15 894)
5. Durbuy (11 374)
6. Virton (11 323)
7. Libramont-Chevigny (11 186)

### Evolución
| Gráfica de evolución demográfica de Provincia de Luxemburgo (x1000 hab.) entre 1846 y 2018 |
|                                                                                            |

## Población por distrito
Población de 2011 al 2014, al 1 de enero de cada año.
| Arrondissement                      | 2011    | 2012    | 2013    | 2014    |
| ----------------------------------- | ------- | ------- | ------- | ------- |
| Arrondissement de Arlon             | 58 463  | 59 204  | 59 821  | 60 284  |
| Arrondissement de Bastoña           | 45 453  | 45 705  | 46 185  | 46 366  |
| Arrondissement de Marche-en-Famenne | 54 797  | 55 228  | 55 369  | 55 532  |
| Arrondissement de Neufchâteau       | 60 368  | 60 791  | 61 231  | 61 571  |
| Arrondissement de Virton            | 52 271  | 52 710  | 52 988  | 53 093  |
| Provincia de Luxemburgo             | 271 352 | 273 638 | 275 594 | 276 846 |

### Población estimada a 1 de enero de 2018
- Arlon 29 733
- Attert 5537
- Aubange 16 927
- Bastogne 15894
- Bertogne 3579
- Bertrix 8763
- Bouillon 5353
- Chiny 5175
- Daverdisse 1407
- Durbuy 11 374
- Érezée 3228
- Étalle 5855
- Fauvillers 2253
- Florenville 5629
- Gouvy 5206
- Habay 8387
- Herbeumont 1627
- Hotton 5531
- Houffalize 5222
- La Roche-en-Ardenne 4194
- Léglise 5366
- Libin 5164
- Libramont-Chevigny 11 186
- Manhay 3463
- Marche-en-Famenne 17 455
- Martelange 1820
- Meix-devant-Virton 2831
- Messancy 8185
- Musson 4508
- Nassogne 5474
- Neufchâteau 7679
- Paliseul 5393
- Rendeux 2582
- Rouvroy 2082
- Saint-Hubert 5571
- Saint-Léger 3592
- Sainte-Ode 2557
- Tellin 2468
- Tenneville 2842
- Tintigny 4276
- Vaux-sur-Sûre 5651
- Vielsalm 7821
- Virton 11 323
- Wellin 3064[3]

## Galería

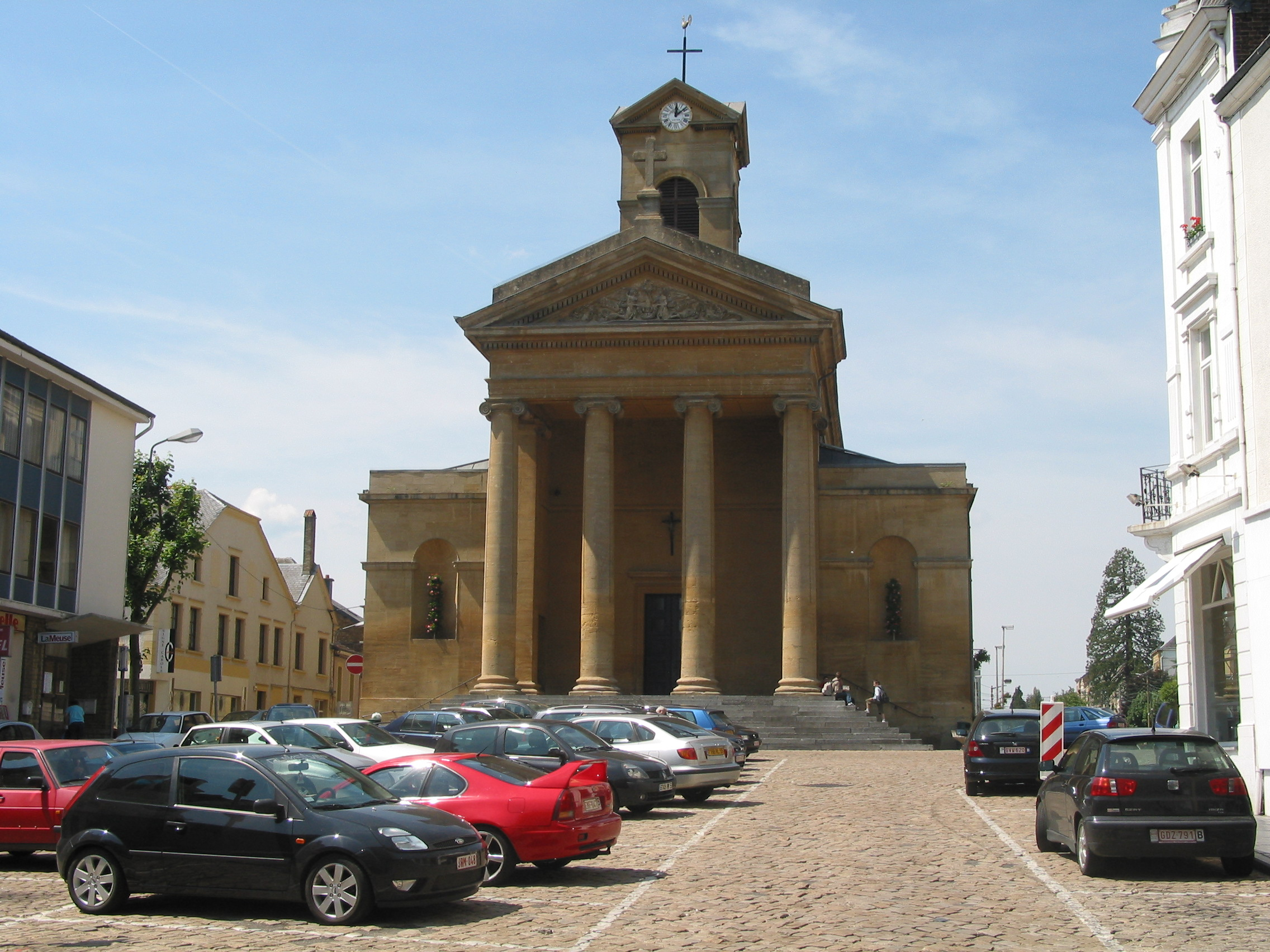
Iglesia de San Lorenzo, Virton.
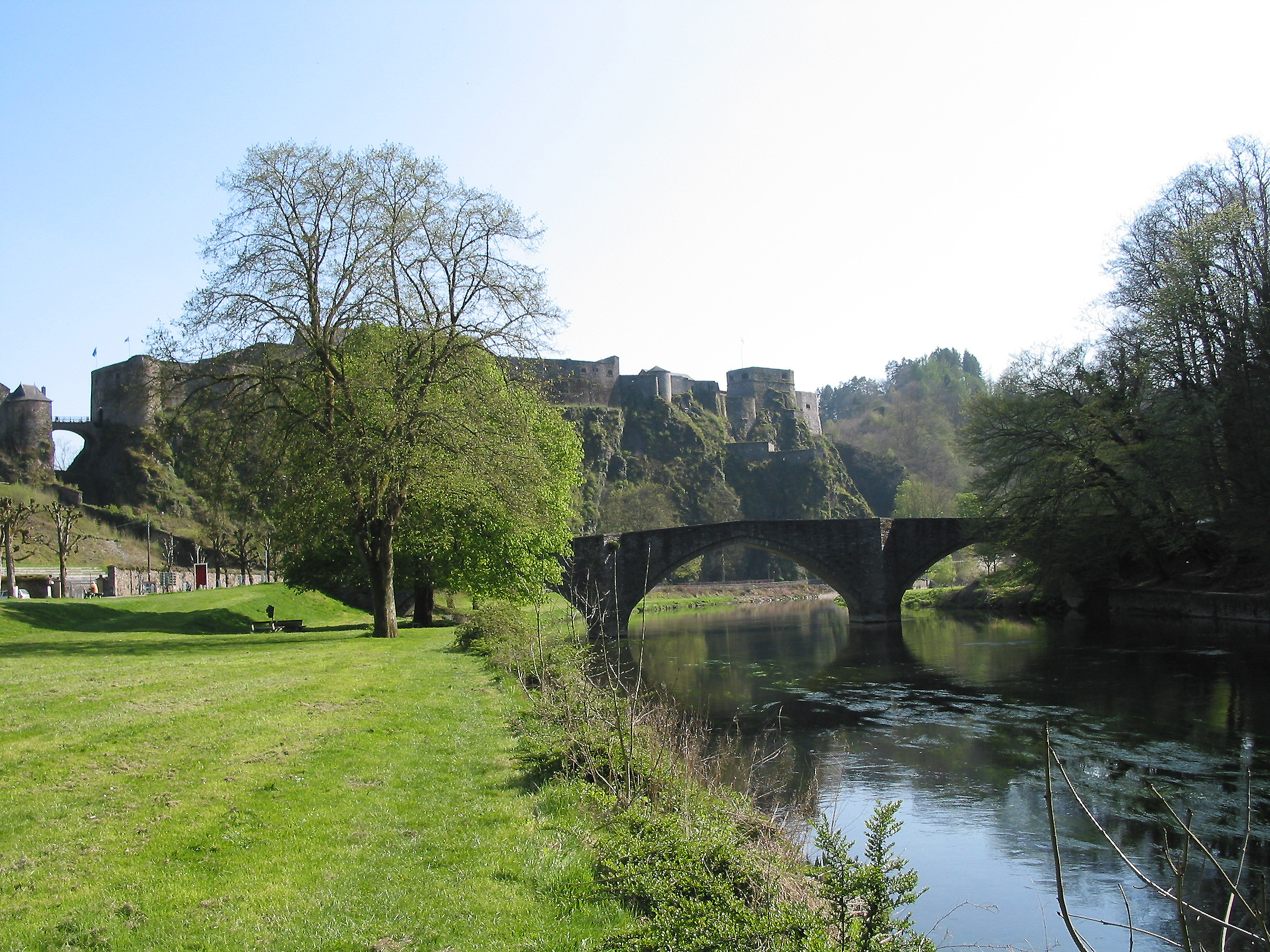
Bouillon: río Semois, el puente viejo y el castillo.
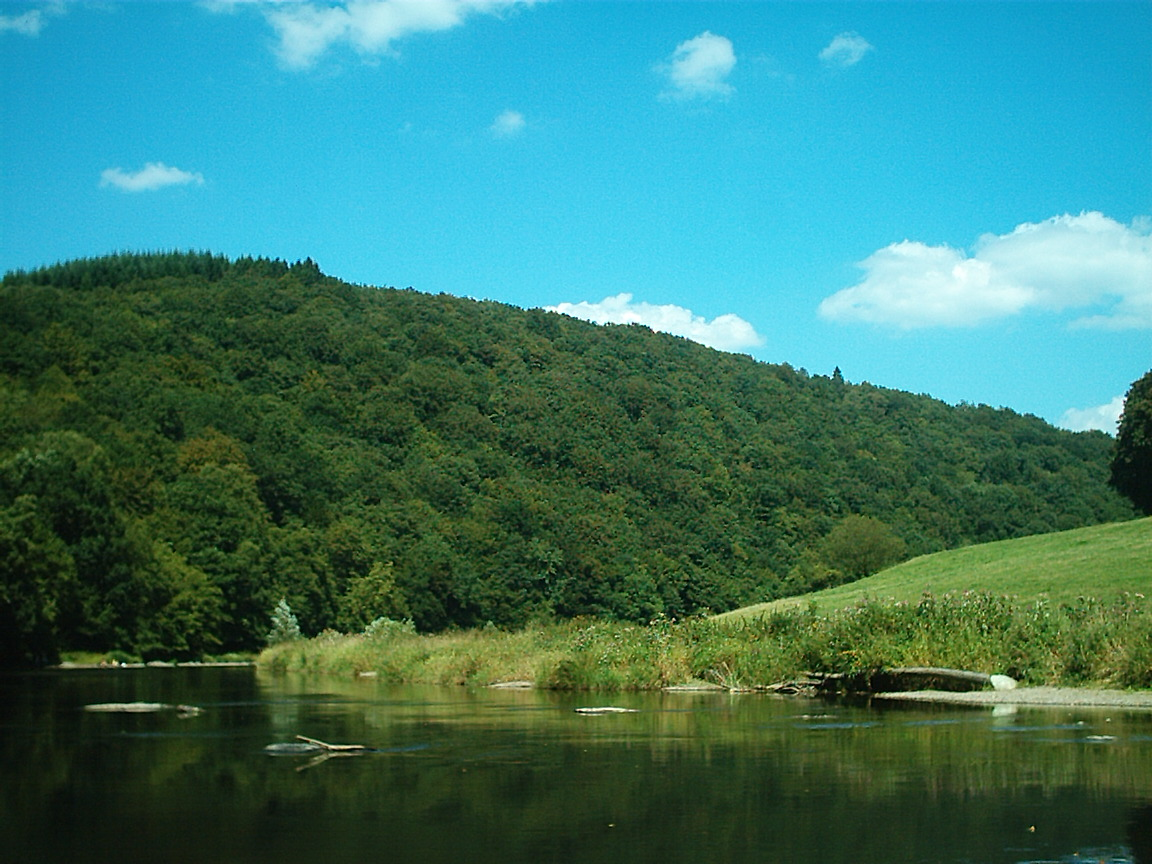
Vista de las Ardenas.
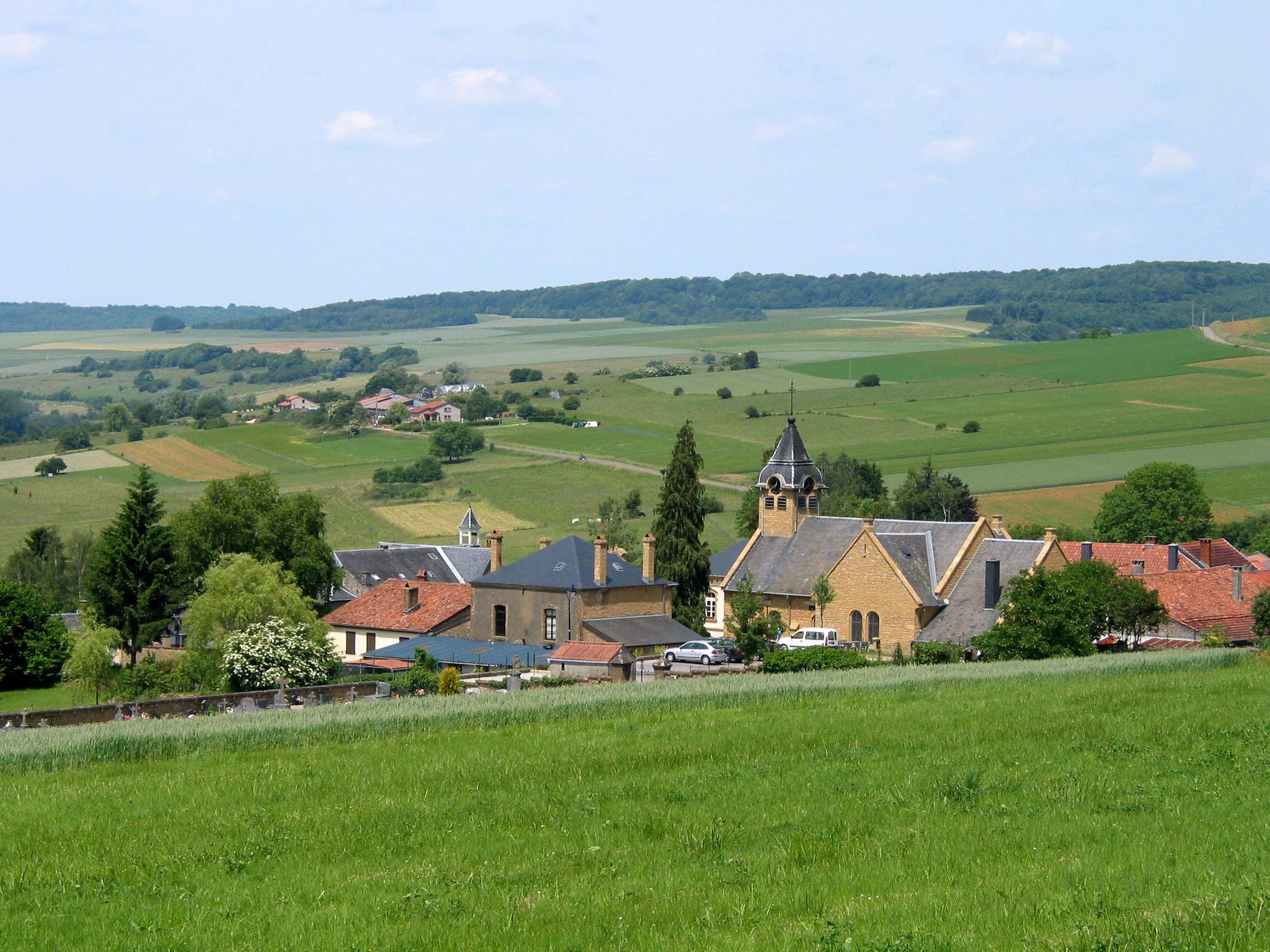
Torgny, el poblado más meridional de Bélgica.